# Peggio per te, Chambers!
Peggio per te, Chambers! (titolo originale Nobody Loves a Loser, titolo alternativo Who Dies There?) è un romanzo noir del 1963 di Henry Kane pubblicato nel 1965 nella collana I Neri Mondadori.

## Trama
Mitchell Crane è un uomo ricco e facoltoso, ma con la fama di perdente nato: ha una bella moglie che lo tradisce pubblicamente, ha una segretaria che viene ammazzata nel suo studio, e ha un amico come Peter Chambers, dall'alto della sua saggezza si permette di giudicarlo. Grazie ai soldi però Crane riuscirà ad aggiustare molte cose, e Peter Chambers prima della fine è costretto a fare una specie di revisione di conti, perché, chissà dove, qualcosa non quadra.

## Edizioni
- Henry Kane, Peggio per te, Chambers!, collana I Neri Mondadori, Arnoldo Mondadori Editore, 1965.